# Варфоломеевское муниципальное образование
Варфоломеевское сельское поселение — упразднённое муниципальное образование в составе Александрово-Гайского района Саратовской области. Административный центр — село Варфоломеевка. На территории поселения находятся 15 населённых пунктов — 1 село, 14 хуторов.
Законом Саратовской области от 24 февраля 2016 года № 21-ЗСО, 20 марта 2016 года, были преобразованы, путём их объединения, Александрово-Гайское, Варфоломеевское, Искровское, Камышковское, Новостепновское и Приузенское муниципальные образования — в Александрово-Гайское муниципальное образование, наделённое статусом сельского поселения, с административным центром в селе Александров Гай.

## Населённые пункты
- село Варфоломеевка — административный центр;
- хутор Ветёлки;
- хутор Воропаев;
- хутор Глубокий;
- хутор Запрудный;
- хутор Кокбие;
- хутор Копылов;
- хутор Кривой;
- хутор Крутенький;
- хутор Крутой;
- хутор Кулацкий;
- хутор Прудовой;
- хутор Соловки;
- хутор Сысоев;
- хутор Урусов;